# Gran Premio di superbike di Donington 2025
Il Gran Premio di superbike di Donington 2025 è stato la settima prova del mondiale superbike del 2025. Nello stesso fine settimana si sono corsi anche la settima prova del campionato mondiale Supersport e la terza del campionato mondiale WCR.

## Panoramica delle gare
La seconda metà di campionato in Superbike si apre con un'ulteriore diminuzione del flusso orario di benzina per Ducati e BMW. Anche in questo caso, come nelle regolazioni precedenti, il taglio è di mezzo chilogrammo all'ora. Pertanto le due case motociclistiche dispongono ora di 45,5Kg/h mentre le altre quattro motociclette mantengono il valore iniziale di 47.
Nonostante quest ulteriore aggiustamento regolamentare, non cambiano le forze in campo con Toprak Razgatlıoğlu che si impone in tutte e tre le prove; addirittura con distacchi superiori rispetto alle precedenti vittorie stagionali. Il bottino pieno di Donington permette al turco di portarsi, per la prima volta nel 2025, al comando della classifica piloti. Mantiene come possibile il ritmo Nicolò Bulega che chiude il fine settimana britannico con tre secondi posti e rimane in scia al nuovo capo classifica. Sul terzo gradino del podio si alternano altri piloti Ducati: Danilo Petrucci in gara uno, Sam Lowes nella Superpole Race ed Álvaro Bautista in gara due.
Nel mondiale Supersport sono nuovamente i piloti Yamaha a ottenere i risultati migliori: Stefano Manzi, dopo aver fatto siglare la pole position, vince gara uno consolidando il primato su Can Öncü solo quinto al traguardo. Situazione opposta in gara due laddove è il turco ad imporsi mentre Manzi, complice un lungo ad inizio gara, chiude al settimo posto. Sostanziale equilibrio tra i due ai primi posti in classifica. Piazza d'onore in entrambe le prove per il padrone di casa Tom Booth-Amos che con la sua Triumph risale al terzo posto in classifica.
Il mondiale WCR, che con questo evento raggiunge la metà del campionato, vede María Herrera vincere gara uno consolidando così il proprio primato in classifica. Diversa la situazione in gara due dove ad imporsi è la detentice della pole: Beatriz Neila. La Neila sommando anche il secondo posto di gara uno, accorcia in classifica sulla Herrera. Roberta Ponziani, a cui vengono cancellati i tempi della qualifica si vede costretta a partire dal fondo dello schieramento in gara uno riuscendo, con una rimonta, ad ottenere il decimo posto; cui si somma il quinto posto in gara due.

## Superbike gara 1

### Arrivati al traguardo
| Pos. | Nº | Pilota                | Squadra                   | Motocicletta        | Giri | Tempo     | Griglia | Punti |
| ---- | -- | --------------------- | ------------------------- | ------------------- | ---- | --------- | ------- | ----- |
| 1º   | 1  | Toprak Razgatlıoğlu   | Rokit BMW Motorrad        | BMW M1000 RR        | 23   | 33'27.255 | 1º      | 25    |
| 2º   | 11 | Nicolò Bulega         | Aruba.it Racing - Ducati  | Ducati Panigale V4R | 23   | +6.535    | 2º      | 20    |
| 3º   | 9  | Danilo Petrucci       | Barni Spark Racing        | Ducati Panigale V4R | 23   | +11.775   | 9º      | 16    |
| 4º   | 55 | Andrea Locatelli      | Pata Yamaha Prometeon     | Yamaha YZF R1       | 23   | +14.446   | 6º      | 13    |
| 5º   | 65 | Jonathan Rea          | Pata Yamaha Prometeon     | Yamaha YZF R1       | 23   | +16.160   | 4º      | 11    |
| 6º   | 45 | Scott Redding         | MGM Bonovo Racing         | Ducati Panigale V4R | 23   | +16.733   | 17º     | 10    |
| 7º   | 77 | Dominique Aegerter    | GYTR GRT Yamaha           | Yamaha YZF R1       | 23   | +17.089   | 11º     | 9     |
| 8º   | 31 | Garrett Gerloff       | Kawasaki Racing           | Kawasaki ZX-10RR    | 23   | +17.205   | 12º     | 8     |
| 9º   | 87 | Remy Gardner          | GYTR GRT Yamaha           | Yamaha YZF R1       | 23   | +19.911   | 16º     | 7     |
| 10º  | 29 | Andrea Iannone        | Team GoEleven             | Ducati Panigale V4R | 23   | +21.942   | 14º     | 6     |
| 11º  | 97 | Xavi Vierge           | Team HRC                  | Honda CBR1000 RR-R  | 23   | +22.508   | 19º     | 5     |
| 12º  | 17 | Ryan Vickers          | Team Motocorsa Racing     | Ducati Panigale V4R | 23   | +23.166   | 7º      | 4     |
| 13º  | 60 | Michael van der Mark  | Rokit BMW Motorrad        | BMW M1000 RR        | 23   | +34.146   | 15º     | 3     |
| 14º  | 12 | Michael Ruben Rinaldi | Yamaha Motoxracing        | Yamaha YZF R1       | 23   | +37.916   | 21º     | 2     |
| 15º  | 99 | Bahattin Sofuoğlu     | Yamaha Motoxracing        | Yamaha YZF R1       | 23   | +41.203   | 22º     | 1     |
| 16º  | 47 | Axel Bassani          | Bimota by Kawasaki Racing | Bimota KB998 Rimini | 23   | +1'16.784 | 18º     |       |

### Ritirati
| Nº | Pilota           | Squadra                   | Motocicletta        | Giri | Griglia |
| -- | ---------------- | ------------------------- | ------------------- | ---- | ------- |
| 75 | Ivo Lopes        | Petronas MIE Racing Honda | Honda CBR1000 RR-R  | 21   | 24º     |
| 7  | Iker Lecuona     | Team HRC                  | Honda CBR1000 RR-R  | 7    | 13º     |
| 46 | Thomas Bridewell | Honda Racing UK           | Honda CBR1000 RR-R  | 5    | 20º     |
| 53 | Esteve Rabat     | Petronas MIE Racing Honda | Honda CBR1000 RR-R  | 4    | 23º     |
| 22 | Alex Lowes       | Bimota by Kawasaki Racing | Bimota KB998 Rimini | 3    | 3º      |
| 19 | Álvaro Bautista  | Aruba.it Racing - Ducati  | Ducati Panigale V4R | 0    | 10º     |
| 14 | Sam Lowes        | ELF Marc VDS Racing Team  | Ducati Panigale V4R | 0    | 5º      |
| 5  | Yari Montella    | Barni Spark Racing        | Ducati Panigale V4R | 0    | 8º      |

## Superbike gara superpole

### Arrivati al traguardo
| Pos. | Nº | Pilota                | Squadra                   | Motocicletta        | Giri | Tempo     | Griglia | Punti |
| ---- | -- | --------------------- | ------------------------- | ------------------- | ---- | --------- | ------- | ----- |
| 1º   | 1  | Toprak Razgatlıoğlu   | Rokit BMW Motorrad        | BMW M1000 RR        | 10   | 14'23.520 | 1º      | 12    |
| 2º   | 11 | Nicolò Bulega         | Aruba.it Racing - Ducati  | Ducati Panigale V4R | 10   | +2.804    | 2º      | 9     |
| 3º   | 14 | Sam Lowes             | ELF Marc VDS Racing Team  | Ducati Panigale V4R | 10   | +3.874    | 4º      | 7     |
| 4º   | 19 | Álvaro Bautista       | Aruba.it Racing - Ducati  | Ducati Panigale V4R | 10   | +4.420    | 9º      | 6     |
| 5º   | 55 | Andrea Locatelli      | Pata Yamaha Prometeon     | Yamaha YZF R1       | 10   | +6.943    | 5º      | 5     |
| 6º   | 65 | Jonathan Rea          | Pata Yamaha Prometeon     | Yamaha YZF R1       | 10   | +7.387    | 3º      | 4     |
| 7º   | 9  | Danilo Petrucci       | Barni Spark Racing        | Ducati Panigale V4R | 10   | +8.699    | 8º      | 3     |
| 8º   | 31 | Garrett Gerloff       | Kawasaki Racing           | Kawasaki ZX-10RR    | 10   | +9.114    | 11º     | 2     |
| 9º   | 29 | Andrea Iannone        | Team GoEleven             | Ducati Panigale V4R | 10   | +9.546    | 13º     | 1     |
| 10º  | 77 | Dominique Aegerter    | GYTR GRT Yamaha           | Yamaha YZF R1       | 10   | +10.041   | 10º     |       |
| 11º  | 17 | Ryan Vickers          | Team Motocorsa Racing     | Ducati Panigale V4R | 10   | +12.656   | 6º      |       |
| 12º  | 87 | Remy Gardner          | GYTR GRT Yamaha           | Yamaha YZF R1       | 10   | +13.375   | 15º     |       |
| 13º  | 97 | Xavi Vierge           | Team HRC                  | Honda CBR1000 RR-R  | 10   | +13.990   | 18º     |       |
| 14º  | 47 | Axel Bassani          | Bimota by Kawasaki Racing | Bimota KB998 Rimini | 10   | +15.038   | 17º     |       |
| 15º  | 5  | Yari Montella         | Barni Spark Racing        | Ducati Panigale V4R | 10   | +17.029   | 7º      |       |
| 16º  | 99 | Bahattin Sofuoğlu     | Yamaha Motoxracing        | Yamaha YZF R1       | 10   | +18.348   | 21º     |       |
| 17º  | 12 | Michael Ruben Rinaldi | Yamaha Motoxracing        | Yamaha YZF R1       | 10   | +22.148   | 20º     |       |
| 18º  | 46 | Thomas Bridewell      | Honda Racing UK           | Honda CBR1000 RR-R  | 10   | +22.487   | 19º     |       |
| 19º  | 53 | Esteve Rabat          | Petronas MIE Racing Honda | Honda CBR1000 RR-R  | 10   | +26.167   | 22º     |       |
| 20º  | 75 | Ivo Lopes             | Petronas MIE Racing Honda | Honda CBR1000 RR-R  | 10   | +30.614   | 23º     |       |

### Ritirati
| Nº | Pilota               | Squadra            | Motocicletta        | Giri | Griglia |
| -- | -------------------- | ------------------ | ------------------- | ---- | ------- |
| 45 | Scott Redding        | MGM Bonovo Racing  | Ducati Panigale V4R | 8    | 16º     |
| 7  | Iker Lecuona         | Team HRC           | Honda CBR1000 RR-R  | 7    | 12º     |
| 60 | Michael van der Mark | Rokit BMW Motorrad | BMW M1000 RR        | 1    | 14º     |

## Superbike gara 2

### Arrivati al traguardo
| Pos. | Nº | Pilota                | Squadra                   | Motocicletta        | Giri | Tempo     | Griglia | Punti |
| ---- | -- | --------------------- | ------------------------- | ------------------- | ---- | --------- | ------- | ----- |
| 1º   | 1  | Toprak Razgatlıoğlu   | Rokit BMW Motorrad        | BMW M1000 RR        | 23   | 33'20.407 | 1º      | 25    |
| 2º   | 11 | Nicolò Bulega         | Aruba.it Racing - Ducati  | Ducati Panigale V4R | 23   | +2.946    | 2º      | 20    |
| 3º   | 19 | Álvaro Bautista       | Aruba.it Racing - Ducati  | Ducati Panigale V4R | 23   | +3.135    | 4º      | 16    |
| 4º   | 55 | Andrea Locatelli      | Pata Yamaha Prometeon     | Yamaha YZF R1       | 23   | +10.724   | 5º      | 13    |
| 5º   | 9  | Danilo Petrucci       | Barni Spark Racing        | Ducati Panigale V4R | 23   | +12.401   | 7º      | 11    |
| 6º   | 31 | Garrett Gerloff       | Kawasaki Racing           | Kawasaki ZX-10RR    | 23   | +13.410   | 8º      | 10    |
| 7º   | 29 | Andrea Iannone        | Team GoEleven             | Ducati Panigale V4R | 23   | +14.422   | 9º      | 9     |
| 8º   | 77 | Dominique Aegerter    | GYTR GRT Yamaha           | Yamaha YZF R1       | 23   | +18.791   | 12º     | 8     |
| 9º   | 87 | Remy Gardner          | GYTR GRT Yamaha           | Yamaha YZF R1       | 23   | +20.993   | 15º     | 7     |
| 10º  | 7  | Iker Lecuona          | Team HRC                  | Honda CBR1000 RR-R  | 23   | +21.207   | 13º     | 6     |
| 11º  | 17 | Ryan Vickers          | Team Motocorsa Racing     | Ducati Panigale V4R | 21   | +23.762   | 10º     | 5     |
| 12º  | 45 | Scott Redding         | MGM Bonovo Racing         | Ducati Panigale V4R | 23   | +23.789   | 16º     | 4     |
| 13º  | 5  | Yari Montella         | Barni Spark Racing        | Ducati Panigale V4R | 23   | +26.033   | 11º     | 3     |
| 14º  | 97 | Xavi Vierge           | Team HRC                  | Honda CBR1000 RR-R  | 23   | +26.200   | 18º     | 2     |
| 15º  | 65 | Jonathan Rea          | Pata Yamaha Prometeon     | Yamaha YZF R1       | 23   | +27.938   | 6º      | 1     |
| 16º  | 47 | Axel Bassani          | Bimota by Kawasaki Racing | Bimota KB998 Rimini | 23   | +28.437   | 17º     |       |
| 17º  | 99 | Bahattin Sofuoğlu     | Yamaha Motoxracing        | Yamaha YZF R1       | 23   | +36.495   | 21º     |       |
| 18º  | 12 | Michael Ruben Rinaldi | Yamaha Motoxracing        | Yamaha YZF R1       | 23   | +39.498   | 20º     |       |
| 19º  | 53 | Esteve Rabat          | Petronas MIE Racing Honda | Honda CBR1000 RR-R  | 23   | +50.623   | 22º     |       |
| 20º  | 75 | Ivo Lopes             | Petronas MIE Racing Honda | Honda CBR1000 RR-R  | 23   | +1'07.008 | 23º     |       |

### Ritirati
| Nº | Pilota               | Squadra                  | Motocicletta        | Giri | Griglia |
| -- | -------------------- | ------------------------ | ------------------- | ---- | ------- |
| 60 | Michael van der Mark | Rokit BMW Motorrad       | BMW M1000 RR        | 17   | 14º     |
| 46 | Thomas Bridewell     | Honda Racing UK          | Honda CBR1000 RR-R  | 8    | 19º     |
| 14 | Sam Lowes            | ELF Marc VDS Racing Team | Ducati Panigale V4R | 3    | 3º      |

## Supersport gara 1

### Arrivati al traguardo
| Pos. | Nº | Pilota              | Squadra                             | Motocicletta                 | Giri | Tempo     | Griglia | Punti |
| ---- | -- | ------------------- | ----------------------------------- | ---------------------------- | ---- | --------- | ------- | ----- |
| 1º   | 62 | Stefano Manzi       | Ten Kate Racing Yamaha              | Yamaha YZF-R9                | 19   | 28'34.327 | 1º      | 25    |
| 2º   | 69 | Tom Booth-Amos      | PTR Triumph                         | Triumph Street Triple RS 765 | 19   | +4.261    | 7º      | 20    |
| 3º   | 94 | Lucas Mahias        | GMT94 Yamaha                        | Yamaha YZF-R9                | 19   | +5.784    | 5º      | 16    |
| 4º   | 51 | Jaume Masiá         | Orelac Racing Verdnatura            | Ducati Panigale V2           | 19   | +6.498    | 3º      | 13    |
| 5º   | 61 | Can Öncü            | Evan Bros. Yamaha                   | Yamaha YZF-R9                | 19   | +8.176    | 2º      | 11    |
| 6º   | 65 | Philipp Öttl        | Feel Racing SSP Team                | Ducati Panigale V2           | 19   | +10.578   | 8º      | 10    |
| 7º   | 52 | Jeremy Alcoba       | Kawasaki Racing                     | Kawasaki ZX-6R-636           | 19   | +12.178   | 31º     | 9     |
| 8º   | 40 | Mattia Casadei      | Motozoo ME AIR Racing               | MV Agusta F3 800 RR          | 19   | +13.224   | 4º      | 8     |
| 9º   | 53 | Valentin Debise     | Renzi Corse                         | Ducati Panigale V2           | 19   | +13.844   | 6º      | 7     |
| 10º  | 57 | Aldi Satya Mahendra | Evan Bros. Yamaha                   | Yamaha YZF-R9                | 19   | +14.427   | 17º     | 6     |
| 11º  | 43 | Simon Jespersen     | Ecosantagata Althea Racing          | Ducati Panigale V2           | 19   | +15.158   | 16º     | 5     |
| 12º  | 23 | Marcel Schrötter    | WRP Racing                          | Ducati Panigale V2           | 19   | +17.573   | 14º     | 4     |
| 13º  | 20 | Xavier Cardelús     | Orelac Racing Verdnatura            | Ducati Panigale V2           | 19   | +18.435   | 15º     | 3     |
| 14º  | 24 | Leonardo Taccini    | Ecosantagata Althea Racing          | Ducati Panigale V2           | 19   | +19.007   | 20º     | 2     |
| 15º  | 5  | Niccolò Antonelli   | VTF Racing                          | Yamaha YZF-R9                | 19   | +19.264   | 18º     | 1     |
| 16º  | 27 | Kaito Toba          | Petronas MIE Racing Honda           | Honda CBR600RR               | 19   | +25.598   | 32º     |       |
| 17º  | 50 | Ondřej Vostatek     | WRP Racing                          | Ducati Panigale V2           | 19   | +26.613   | 19º     |       |
| 18º  | 66 | Niki Tuuli          | QJ Motor Factory Racing             | QJ Motor SRK 800 RR          | 19   | +30.133   | 22º     |       |
| 19º  | 68 | Luke Power          | Motozoo ME AIR Racing               | MV Agusta F3 800 RR          | 19   | +33.371   | 24º     |       |
| 20º  | 37 | Roberto García      | GMT94 Yamaha                        | Yamaha YZF-R9                | 19   | +38.021   | 9º      |       |
| 21º  | 12 | Luca Ottaviani      | Petronas MIE Racing Honda           | Honda CBR600RR               | 19   | +41.617   | 30º     |       |
| 22º  | 15 | Eugene McManus      | MMB Racing                          | Ducati Panigale V2           | 19   | +41.917   | 23º     |       |
| 23º  | 74 | Piotr Biesiekirski  | Team Flembbo-Pilote Moto Production | MV Agusta F3 800 RR          | 19   | +45.953   | 27º     |       |
| 24º  | 33 | Eduardo Montero     | DG34 Racing                         | Ducati Panigale V2           | 19   | +47.157   | 26º     |       |
| 25º  | 44 | Harry Truelove      | MMB Racing                          | Ducati Panigale V2           | 19   | +56.885   | 28º     |       |
| 26º  | 22 | Ana Carrasco        | Honda Racing World Supersport       | Honda CBR600RR               | 19   | +59.694   | 29º     |       |
| 27º  | 3  | Raffaele De Rosa    | QJ Motor Factory Racing             | QJ Motor SRK 800 RR          | 19   | +1'17.594 | 21º     |       |
| 28º  | 11 | Bo Bendsneyder      | MV Agusta Reparto Corse             | MV Agusta F3 800 RR          | 19   | +1'22.485 | 10º     |       |
| 29º  | 6  | Corentin Perolari   | Honda Racing World Supersport       | Honda CBR600RR               | 18   | +1 giro   | 11º     |       |

### Non classificato
| Nº | Pilota          | Squadra                 | Motocicletta        | Giri | Griglia |
| -- | --------------- | ----------------------- | ------------------- | ---- | ------- |
| 77 | Filippo Farioli | MV Agusta Reparto Corse | MV Agusta F3 800 RR | 12   | 12º     |

### Ritirati
| Nº | Pilota              | Squadra     | Motocicletta                 | Giri | Griglia |
| -- | ------------------- | ----------- | ---------------------------- | ---- | ------- |
| 64 | Federico Caricasulo | DG34 Racing | Ducati Panigale V2           | 17   | 25º     |
| 32 | Oliver Bayliss      | PTR Triumph | Triumph Street Triple RS 765 | 9    | 13º     |

## Supersport gara 2

### Arrivati al traguardo
| Pos. | Nº | Pilota              | Squadra                             | Motocicletta                 | Giri | Tempo     | Griglia | Punti |
| ---- | -- | ------------------- | ----------------------------------- | ---------------------------- | ---- | --------- | ------- | ----- |
| 1º   | 61 | Can Öncü            | Evan Bros. Yamaha                   | Yamaha YZF-R9                | 19   | 28'29.569 | 3º      | 25    |
| 2º   | 69 | Tom Booth-Amos      | PTR Triumph                         | Triumph Street Triple RS 765 | 19   | +0.816    | 2º      | 20    |
| 3º   | 94 | Lucas Mahias        | GMT94 Yamaha                        | Yamaha YZF-R9                | 19   | +1.834    | 4º      | 16    |
| 4º   | 51 | Jaume Masiá         | Orelac Racing Verdnatura            | Ducati Panigale V2           | 19   | +4.193    | 8º      | 13    |
| 5º   | 37 | Roberto García      | GMT94 Yamaha                        | Yamaha YZF-R9                | 19   | +5.358    | 5º      | 11    |
| 6º   | 65 | Philipp Öttl        | Feel Racing SSP Team                | Ducati Panigale V2           | 19   | +6.700    | 6º      | 10    |
| 7º   | 62 | Stefano Manzi       | Ten Kate Racing Yamaha              | Yamaha YZF-R9                | 19   | +7.443    | 1º      | 9     |
| 8º   | 52 | Jeremy Alcoba       | Kawasaki Racing                     | Kawasaki ZX-6R-636           | 19   | +8.257    | 14º     | 8     |
| 9º   | 6  | Corentin Perolari   | Honda Racing World Supersport       | Honda CBR600RR               | 19   | +8.776    | 12º     | 7     |
| 10º  | 40 | Mattia Casadei      | Motozoo ME AIR Racing               | MV Agusta F3 800 RR          | 19   | +13.037   | 10º     | 6     |
| 11º  | 53 | Valentin Debise     | Renzi Corse                         | Ducati Panigale V2           | 19   | +13.149   | 11º     | 5     |
| 12º  | 32 | Oliver Bayliss      | PTR Triumph                         | Triumph Street Triple RS 765 | 19   | +14.264   | 7º      | 4     |
| 13º  | 77 | Filippo Farioli     | MV Agusta Reparto Corse             | MV Agusta F3 800 RR          | 19   | +17.762   | 13º     | 3     |
| 14º  | 57 | Aldi Satya Mahendra | Evan Bros. Yamaha                   | Yamaha YZF-R9                | 19   | +18.895   | 18º     | 2     |
| 15º  | 20 | Xavier Cardelús     | Orelac Racing Verdnatura            | Ducati Panigale V2           | 19   | +19.047   | 16º     | 1     |
| 16º  | 43 | Simon Jespersen     | Ecosantagata Althea Racing          | Ducati Panigale V2           | 19   | +19.192   | 17º     |       |
| 17º  | 11 | Bo Bendsneyder      | MV Agusta Reparto Corse             | MV Agusta F3 800 RR          | 19   | +19.833   | 9º      |       |
| 18º  | 64 | Federico Caricasulo | DG34 Racing                         | Ducati Panigale V2           | 19   | +20.071   | 27º     |       |
| 19º  | 5  | Niccolò Antonelli   | VTF Racing                          | Yamaha YZF-R9                | 19   | +23.397   | 19º     |       |
| 20º  | 27 | Kaito Toba          | Petronas MIE Racing Honda           | Honda CBR600RR               | 19   | +25.309   | 21º     |       |
| 21º  | 50 | Ondřej Vostatek     | WRP Racing                          | Ducati Panigale V2           | 19   | +28.195   | 20º     |       |
| 22º  | 12 | Luca Ottaviani      | Petronas MIE Racing Honda           | Honda CBR600RR               | 19   | +29.301   | 32º     |       |
| 23º  | 15 | Eugene McManus      | MMB Racing                          | Ducati Panigale V2           | 19   | +38.695   | 25º     |       |
| 24º  | 74 | Piotr Biesiekirski  | Team Flembbo-Pilote Moto Production | MV Agusta F3 800 RR          | 19   | +40.388   | 29º     |       |
| 25º  | 3  | Raffaele De Rosa    | QJ Motor Factory Racing             | QJ Motor SRK 800 RR          | 19   | +42.349   | 23º     |       |
| 26º  | 33 | Eduardo Montero     | DG34 Racing                         | Ducati Panigale V2           | 19   | +51.837   | 28º     |       |
| 27º  | 44 | Harry Truelove      | MMB Racing                          | Ducati Panigale V2           | 19   | +56.193   | 30º     |       |
| 28º  | 22 | Ana Carrasco        | Honda Racing World Supersport       | Honda CBR600RR               | 19   | +1'01.784 | 31º     |       |

### Ritirati
| Nº | Pilota           | Squadra                    | Motocicletta        | Giri | Griglia |
| -- | ---------------- | -------------------------- | ------------------- | ---- | ------- |
| 23 | Marcel Schrötter | WRP Racing                 | Ducati Panigale V2  | 12   | 15º     |
| 24 | Leonardo Taccini | Ecosantagata Althea Racing | Ducati Panigale V2  | 4    | 22º     |
| 68 | Luke Power       | Motozoo ME AIR Racing      | MV Agusta F3 800 RR | 0    | 26º     |
| 66 | Niki Tuuli       | QJ Motor Factory Racing    | QJ Motor SRK 800 RR | 0    | 24º     |

## WCR gara 1

### Arrivate al traguardo
| Pos. | Nº | Pilota              | Squadra                               | Giri | Tempo     | Griglia | Punti |
| ---- | -- | ------------------- | ------------------------------------- | ---- | --------- | ------- | ----- |
| 1º   | 6  | María Herrera       | Klint Forward Factory Team            | 12   | 19'59.867 | 2º      | 25    |
| 2º   | 36 | Beatriz Neila       | Ampito Crescent Yamaha                | 12   | +0.155    | 1º      | 20    |
| 3º   | 51 | Chloe Jones         | GR Motorsport                         | 12   | +1.044    | 5º      | 16    |
| 4º   | 64 | Sara Sanchez        | Terra&Vita GTR Racing Team            | 12   | +1.426    | 3º      | 13    |
| 5º   | 17 | Lucie Boudesseul    | GMT94 Yamaha                          | 12   | +4.837    | 4º      | 11    |
| 6º   | 46 | Pakita Ruiz         | PR46+1 Racing Team                    | 12   | +21.691   | 7º      | 10    |
| 7º   | 52 | Jessica Howden      | Team Trasimeno                        | 12   | +21.788   | 6º      | 9     |
| 8º   | 28 | Ornella Ongaro      | 511 Racing Experience                 | 12   | +21.990   | 13º     | 8     |
| 9º   | 64 | Avalon Lewis        | Carl Cox Motor Sport                  | 12   | +22.129   | 9º      | 7     |
| 10º  | 96 | Roberta Ponziani    | Klint Forward Factory Team            | 12   | +22.400   | 25º     | 6     |
| 11º  | 20 | Natalia Rivera      | Terra&Vita GTR Racing Team            | 12   | +22.637   | 10º     | 5     |
| 12º  | 83 | Astrid Madrigal     | Pons ITALIKA Racing FIMLA             | 12   | +23.895   | 11º     | 4     |
| 13º  | 8  | Tayla Relph         | Full Throttle Racing                  | 12   | +25.624   | 8º      | 3     |
| 14º  | 16 | Lucy Michel         | TSL-Racing                            | 12   | +30.035   | 12º     | 2     |
| 15º  | 19 | Adela Ourednickova  | DaftMotoracing by Smrž                | 12   | +47.262   | 17º     | 1     |
| 16º  | 33 | Chun Mei Lui        | WT Racing Team Taiwan                 | 12   | +48.186   | 20º     |       |
| 17º  | 76 | Jamie Hanks-Elliott | Hanks Racing                          | 12   | +48.680   | 16º     |       |
| 18º  | 95 | Tara Morrison       | Tara Morrison Racing                  | 12   | +55.193   | 19º     |       |
| 19º  | 4  | Emily Bondi         | Zelos Trasimeno                       | 12   | +59.181   | 18º     |       |
| 20º  | 22 | Madalena Simoes     | FB Racing Team                        | 12   | +1'05.680 | 22º     |       |
| 21º  | 88 | Denise Dal Zotto    | Affinity Sports Academy Rokit Rookies | 12   | +1'11.374 | 14º     |       |
| 22º  | 29 | Billee Fuller       | Carl Cox Motor Sport                  | 12   | +1'12.236 | 24º     |       |
| 23º  | 94 | Beatrice Barbera    | Team GP3 AD11                         | 12   | +1'13.598 | 21º     |       |
| 24º  | 32 | Sonya Lloyd         | Team Trasimeno                        | 12   | +1'14.163 | 23º     |       |
| 25º  | 14 | Mallory Dobbs       | Diva Racing                           | 12   | +1'31.846 | 15º     |       |

## WCR gara 2

### Arrivate al traguardo
| Pos. | Nº | Pilota              | Squadra                               | Giri | Tempo     | Griglia | Punti |
| ---- | -- | ------------------- | ------------------------------------- | ---- | --------- | ------- | ----- |
| 1º   | 36 | Beatriz Neila       | Ampito Crescent Yamaha                | 12   | 20'02.296 | 1º      | 25    |
| 2º   | 64 | Sara Sanchez        | Terra&Vita GTR Racing Team            | 12   | +0.304    | 2º      | 20    |
| 3º   | 6  | María Herrera       | Klint Forward Factory Team            | 12   | +1.006    | 4º      | 16    |
| 4º   | 17 | Lucie Boudesseul    | GMT94 Yamaha                          | 12   | +1.192    | 5º      | 13    |
| 5º   | 96 | Roberta Ponziani    | Klint Forward Factory Team            | 12   | +1.326    | 6º      | 11    |
| 6º   | 46 | Pakita Ruiz         | PR46+1 Racing Team                    | 12   | +15.446   | 9º      | 10    |
| 7º   | 8  | Tayla Relph         | Full Throttle Racing                  | 12   | +18.931   | 11º     | 9     |
| 8º   | 28 | Ornella Ongaro      | 511 Racing Experience                 | 12   | +19.700   | 7º      | 8     |
| 9º   | 20 | Natalia Rivera      | Terra&Vita GTR Racing Team            | 12   | +19.968   | 8º      | 7     |
| 10º  | 83 | Astrid Madrigal     | Pons ITALIKA Racing FIMLA             | 12   | +20.293   | 13º     | 6     |
| 11º  | 51 | Chloe Jones         | GR Motorsport                         | 12   | +28.228   | 3º      | 5     |
| 12º  | 14 | Mallory Dobbs       | Diva Racing                           | 12   | +29.522   | 16º     | 4     |
| 13º  | 16 | Lucy Michel         | TSL-Racing                            | 12   | +29.768   | 14º     | 3     |
| 14º  | 19 | Adela Ourednickova  | DaftMotoracing by Smrž                | 12   | +30.832   | 18º     | 2     |
| 15º  | 88 | Denise Dal Zotto    | Affunity Sports Academy Rokit Rookies | 12   | +33.612   | 15º     | 1     |
| 16º  | 76 | Jamie Hanks-Elliott | Hanks Racing                          | 12   | +37.309   | 17º     |       |
| 17º  | 33 | Chun Mei Lui        | WT Racing Team Taiwan                 | 12   | +45.902   | 21º     |       |
| 18º  | 4  | Emily Bondi         | Zelos Trasimeno                       | 12   | +46.226   | 19º     |       |
| 19º  | 22 | Madalena Simoes     | FB Racing Team                        | 12   | +46.398   | 23º     |       |
| 20º  | 95 | Tara Morrison       | Tara Morrison Racing                  | 12   | +52.010   | 20º     |       |
| 21º  | 29 | Billee Fuller       | Carl Cox Motor Sport                  | 12   | +1'01.337 | 25º     |       |
| 22º  | 32 | Sonya Lloyd         | Team Trasimeno                        | 12   | +1'04.971 | 24º     |       |
| 23º  | 94 | Beatrice Barbera    | Team GP3 AD11                         | 12   | +1'22.680 | 22º     |       |

### Ritirate
| Nº | Pilota         | Squadra              | Giri | Griglia |
| -- | -------------- | -------------------- | ---- | ------- |
| 52 | Jessica Howden | Team Trasimeno       | 10   | 10º     |
| 64 | Avalon Lewis   | Carl Cox Motor Sport | 5    | 12º     |